# Scholl-reactie
De Scholl-reactie (genoemd naar de ontdekker, Roland Scholl) is een methode om twee aromaten met elkaar te koppelen met behulp van een lewiszuur en een protisch zuur:
Gezien de temperatuur waarbij de reactie moet doorgaan hoog is en er sterke zure katalysatoren moeten gebruikt worden, zijn de opbrengsten meestal aan de lage kant waardoor de methode een lage populariteit geniet. Intramoleculaire reacties gaan wel beter op dan intermoleculaire, bijvoorbeeld de synthese van 9-fenylfluoreen:
Of de vorming van dibenzo-(a.1)-pyreen vanuit 1-fenylbenz(a)anthraceen (66% rendement):
Het exacte reactiemechanisme is niet bekend, maar zou via een areniumkation kunnen verlopen.